# Metareum
Metareum is een bestuurslaag in het regentschap Pidie van de provincie Atjeh, Indonesië. Metareum telt 312 inwoners (volkstelling 2010).